# José Domingo Corbató
José Domingo Corbató y Chillida (Benlloch, 9 de mayo de 1862-†Benimámet, 23 de mayo de 1913) fue un sacerdote dominico, escritor y publicista español.
Distinguido polemista, publicó un gran número de revistas, libros, folletos y una extensa serie de obras traducidas, además de otras que quedaron inéditas.

## Biografía
Fue bautizado con el nombre de José Pascual. A los doce años ingresó como voluntario en el ejército de Carlos de Borbón y Austria-Este, tomando parte en la tercera guerra carlista.
A los 17 años ingresó en la Orden de Predicadores y a los 24 fue ordenado sacerdote. Pasó sucesivamente a los conventos de San Pablo de Plasencia y Montesclaros. En 1888 marchó a Valencia, donde el cardenal Antolín Monescillo le confió la capellanía de las Religiosas Catalinas Dominicas.
En la capital levantina desplegó intensa actividad literaria con la publicación de numerosos periódicos, revistas y libros. Con permiso de sus superiores, por causa de enfermedad, durante el año 1893, fundó y dirigió el diario El Valenciano (que se fusionó ese mismo año con El Criterio y pasó a llamarse El Criterio Valenciano)  y en 1894 publicó su primer libro, titulado «León XIII, los carlistas y la monarquía liberal», obra que le valió un ruidoso proceso y el ser separado de su Orden. Condenado a once años de prisión, se exilió en París, donde residió hasta que recibió un indulto general concedido por el gobierno español en 1899.
Colaboró en La Monarquía Federal, órgano de la Juventud Tradicionalista de Valencia que se publicó entre 1895 y 1896. En el año 1899 mantuvo una intensa disputa con el también sacerdote Segismundo Pey Ordeix, director de la revista El Urbión, a quien acusó de cismático por atacar abiertamente a la jerarquía eclesiástica. Ello le enfrentó al secretario de Don Carlos, Francisco Martín Melgar, quien no quería que se interviniese en ese asunto para debilitar a Nocedal (a quien Pey atacaba) y al sector del alto clero que se oponía al carlismo. Ese mismo año Corbató publicó un folleto acerca de los «consejos del cardenal Sancha» (que exigía a los católicos reconocer el régimen de la Restauración), pero después se disculpó ante el cardenal por algunas de las frases empleadas, lo cual terminó de distanciarle con los jefes carlistas. Todo ello le llevaría a separarse del carlismo, aunque afirmó que seguiría defendiendo sus principios.
Vuelto a Valencia, entre 1900 y 1903 fue el principal redactor del semanario Luz Católica, en el que defendió un tradicionalismo español independiente tanto del carlismo como del integrismo, que definió como «españolismo», además de cuestiones religiosas controvertidas como las profecías de Savanarola.
Con la autorización del cardenal Herrero y Espinosa de los Monteros, fundó la Congregación de la Milicia de la Cruz, hermandad de vida comunitaria a la que pertenecían sacerdotes y seglares, y se regía por unas normas que en su parte doctrinal seguían los principios básicos de las encíclicas de León XIII y abarcaba en vasto programa las cuestiones políticas, religiosas y sociales de su tiempo. Entre 1903 y 1907 el grupo que lideraba editó el semanario providencialista y españolista La Señal de la Victoria. Dejó de publicarse por los incidentes surgidos entre Corbató y el arzobispo Guisasola y fue sucedido por La Victoria de la Señal.
En 1910 se retiró a Benimámet, donde fundó una nueva publicación titulada Tradición y Progreso, revista quincenal de cuestiones fundamentales ético-teológicas y científicas, órgano de la concordia tradicionalista, que también fue suspendida por las autoridades eclesiásticas en 1912.
El almanaque de Las Provincias diría de él:

Espíritu inquieto y batallador, y al mismo tiempo escritor infatigable, sus campañas movieron mucho ruido, pues entusiasta defensor de las ideas tradicionalistas, logró reunir en torno suyo amigos incondicionales, y fue combatido sañudamente por los adversarios de sus ideas políticas.

## Obras
| - León XIII, los carlistas y la monarquía liberal (Valencia, 1894) - Cuestiones candentes sobre la sumisión al poder civil (Valencia, 1896) - Dios, Patria y Rey, o catecismo del carlista (Palma, 1896) [segunda edición, aumentada y corregida de un folleto publicado en Bilbao por Máximo Filiberto] - Los consejos del cardenal Sancha o apología católica del carlismo (Barcelona, 1899) - El Urbionismo (Valencia, 1899) - Ramillete de la señorita cristiana (1899), del abate Victor Marchal (traducción) - El consuelo de los enfermos (1899), del abate Henri Perreyve (traducción) - La caridad lo es todo (1900), del abate Victor Marchal (traducción) - Carlismo y Españolismo. Primera serie (Valencia, 1900) - El catolicismo cristiano católico (Valencia, 1901) - El españolismo de Aparisi Guijarro (Valencia, 1901) - Regionalismo españolista (Valencia, 1902) - Regla Galeata de los Hermanos de la Milicia de la Cruz, o forma de vida religiosa-política de la nueva Orden de los Crucifiqueros (Valencia, 1903) - El Espíritu del Carlismo (Barcelona, 1903) | - Revelación de un secreto, o introducción a la Regla de la Milicia de la Cruz (Valencia, 1903) - Apología del Gran Monarca (Valencia, 1904) - Exposición a don Carlos de Borbón (Valencia, 1904) - Impresiones españolistas de un viaje de propaganda (Valencia, 1904) - Observaciones apologéticas sobre la vida y costumbres del P. José María Domingo Corbató (Valencia, 1904) - Luisito Sarriá o El hijo de la lavandera (Valencia, 1904) [novela] - Meditaciones religioso-políticas de un español proscripto (Valencia, 1904) - Los carlo-traidores (incluye los folletos Llaves, Memoria póstuma del General Soliva y Los Vendidos) (Valencia, 1904) - Memorias, impresiones y pronósticos de un español proscripto (Valencia, 1905) - Integrismo y Españolismo. Síntesis de la política tradicionalista fundamental (Valencia, 1905) - La Cuestión de la Buena Prensa (Valencia, 1905) con el seudónimo de Francisco María Cruz - La verdad acerca de una desautorización (Valencia, 1912) - Lecturas clásicas en prosa y verso (París, 1912) |